# Dynastie Pōmare
Cette page explique l’histoire ou répertorie les différents membres de la famille Pomare.
Pour les articles homonymes, voir Pomare.
 (juin 2018).
Si vous disposez d'ouvrages ou d'articles de référence ou si vous connaissez des sites web de qualité traitant du thème abordé ici, merci de compléter l'article en donnant les références utiles à sa vérifiabilité et en les liant à la section « Notes et références ».
La dynastie Pōmare est une dynastie royale polynésienne qui, à la fin du XVIIIe siècle, est devenue la famille régnante de Tahiti (royaume de Tahiti), et suzeraine de l'archipel de la Société, d'abord alliée des Britanniques, puis sous le protectorat français (1842-1880).

## Étymologie
Le nom pō-mare signifie « tousse la nuit », de pō (la nuit) et mare (la toux). Selon William Bligh, Tarahoi Vairaatoa prit le nom de Pōmare Ier en 1792 en hommage à sa fille aînée, morte de tuberculose.
Par la suite, le nom dynastique Pōmare remplace les noms de naissance des différents rois et reines de cette dynastie. Il ne s'agit plus d'un prénom ou d'un patronyme, mais d'un titre dynastique pour ceux amenés à régner.

## Souverains de la dynastie Pōmare à Tahiti
Les souverains sont :
- Pōmare Ier ♂ (1753-1803)
  - Pōmare II ♂ (1782-1821)
    - Pōmare III ♂ (1820-1827)
    - Pōmare IV ♀ (1813-1877)
      - Pōmare V ♂ (1839-1891)

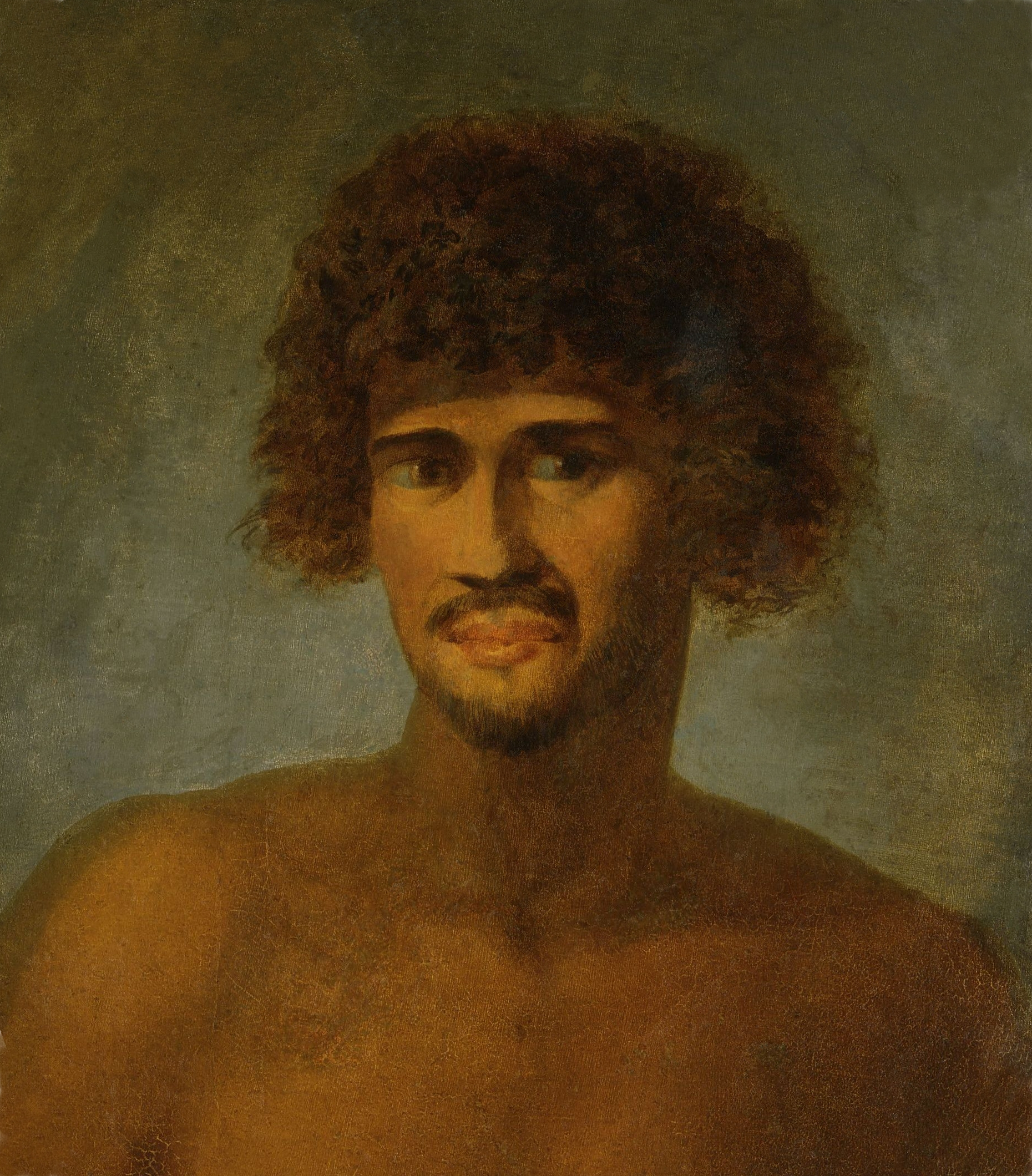
Pōmare Ier
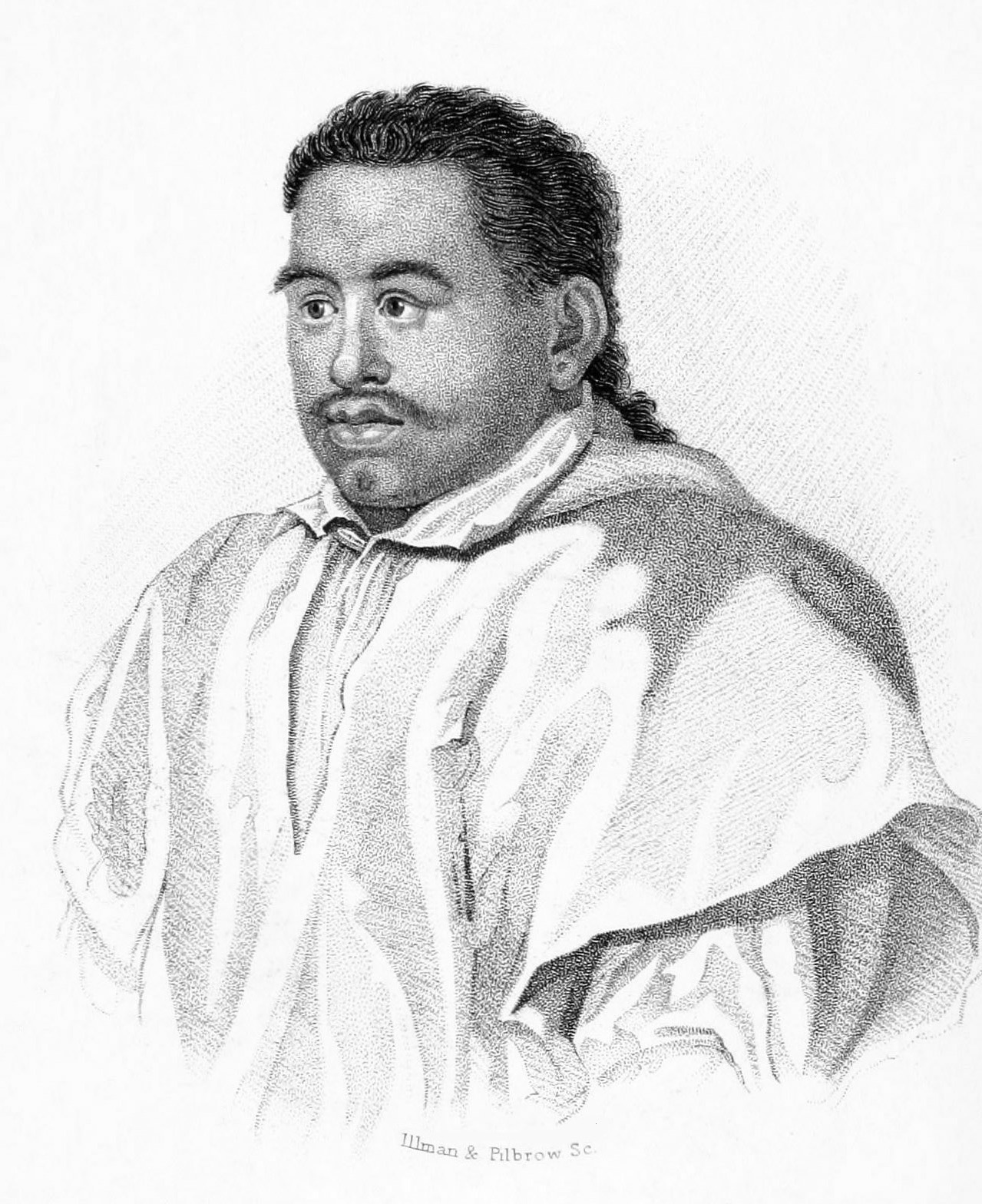
Pōmare II
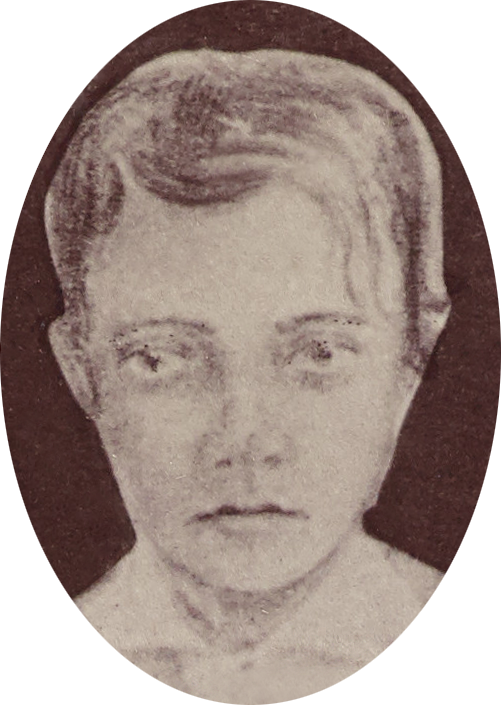
Pōmare III
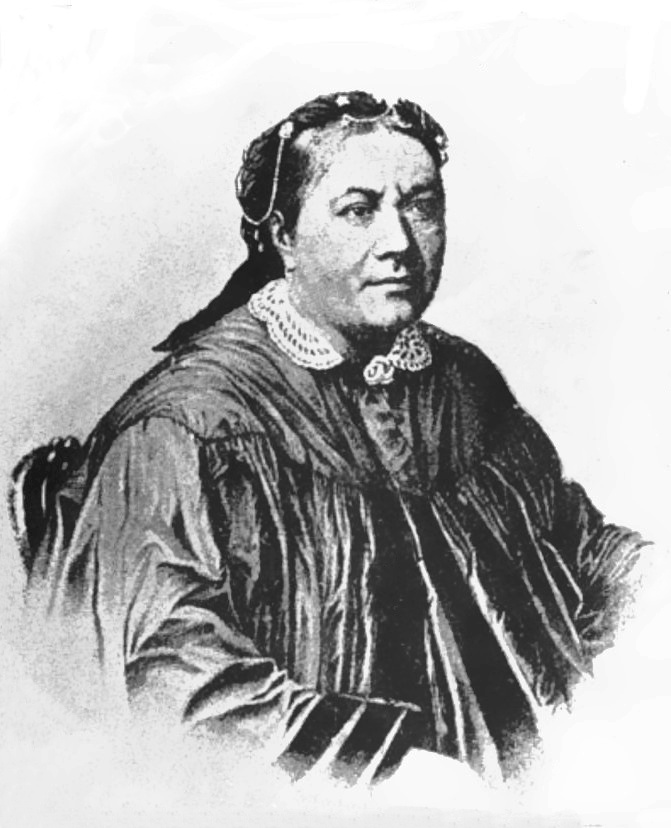
Pōmare IV
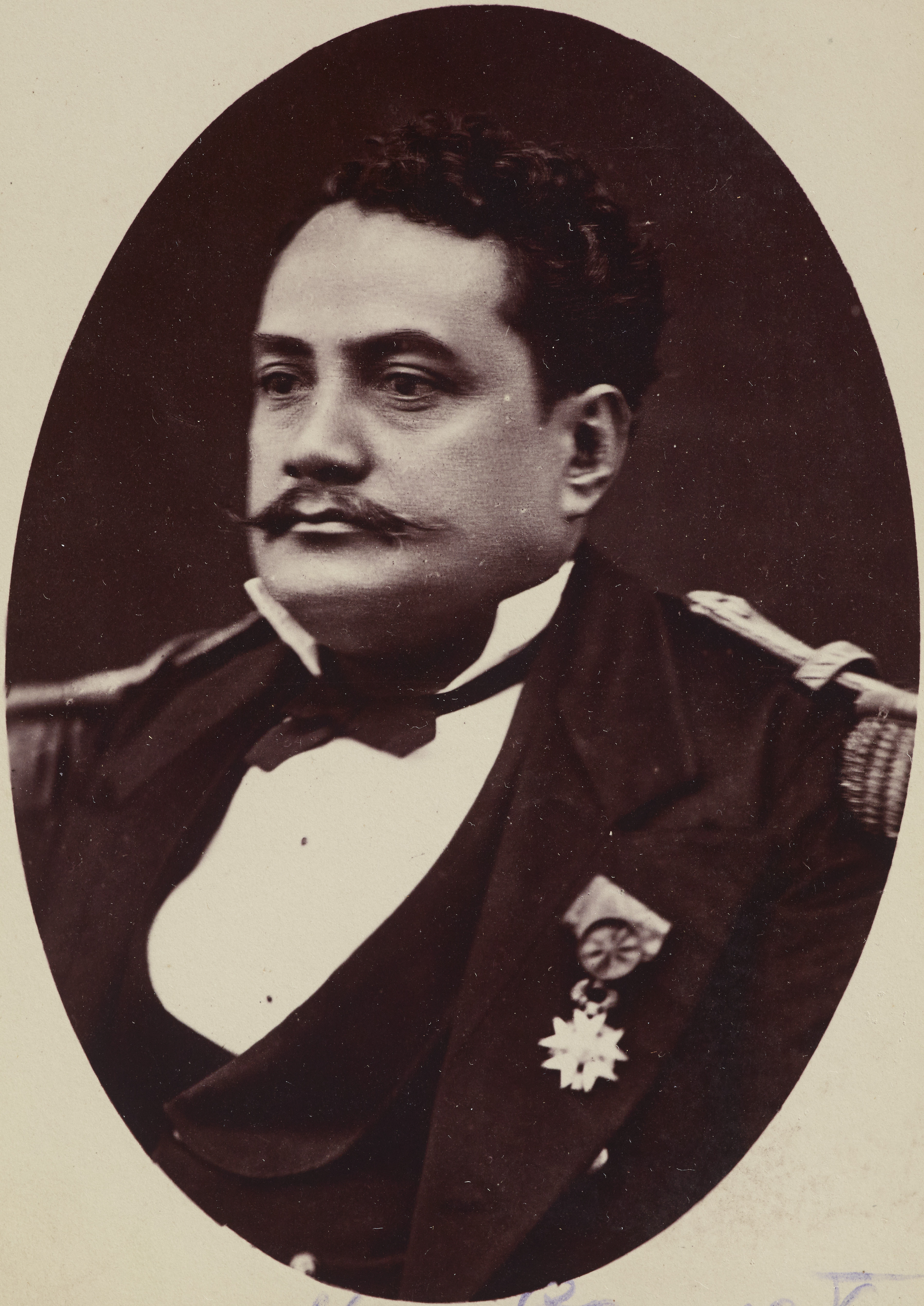
Pōmare V

## La famille Pōmare depuis la fin de la royauté tahitienne
- Pōmare Ier ♂ (1753-1803)
  - Pōmare II ♂ (1782-1821)
    - Pōmare III ♂ (1820-1827)
    - Pōmare IV ♀ (1813-1877)
      - Pōmare V ♂ (1839-1891)
      - « Pōmare VI » (Teri'itua Pōmare) ♂ (1847-1875)
        - « Pōmare VII » (Hinoi Pōmare) ♂ (1869-1916)
          - « Pōmare VIII » (Ari'iaue Pōmare) ♂ (1893-1934)
          - « Pōmare IX » (Ariipaea Pōmare) ♂ (1898-1947)
            - « Pōmare X » (De Gironde Pōmare) ♂ (1923-1981)
              - « Pōmare XI » (Joinville Pōmare) ♂ (1951) (disputé)

            - « Pōmare XI » (Léopold Pōmare) ♂ (1935)

Les membres actuels de la famille royale descendent tous de la reine Pōmare IV par trois de ses enfants, seuls fils à avoir laissé une postérité :
- le roi Pōmare V de Tahiti (1839-1891),
- le roi Tamatoa V de Raiatea et Tahaa (1842-1881),
- le prince Teri'itua Pōmare, dit prince « Joinville Pōmare » (1847-1875).

### Branche issue de Pōmare V

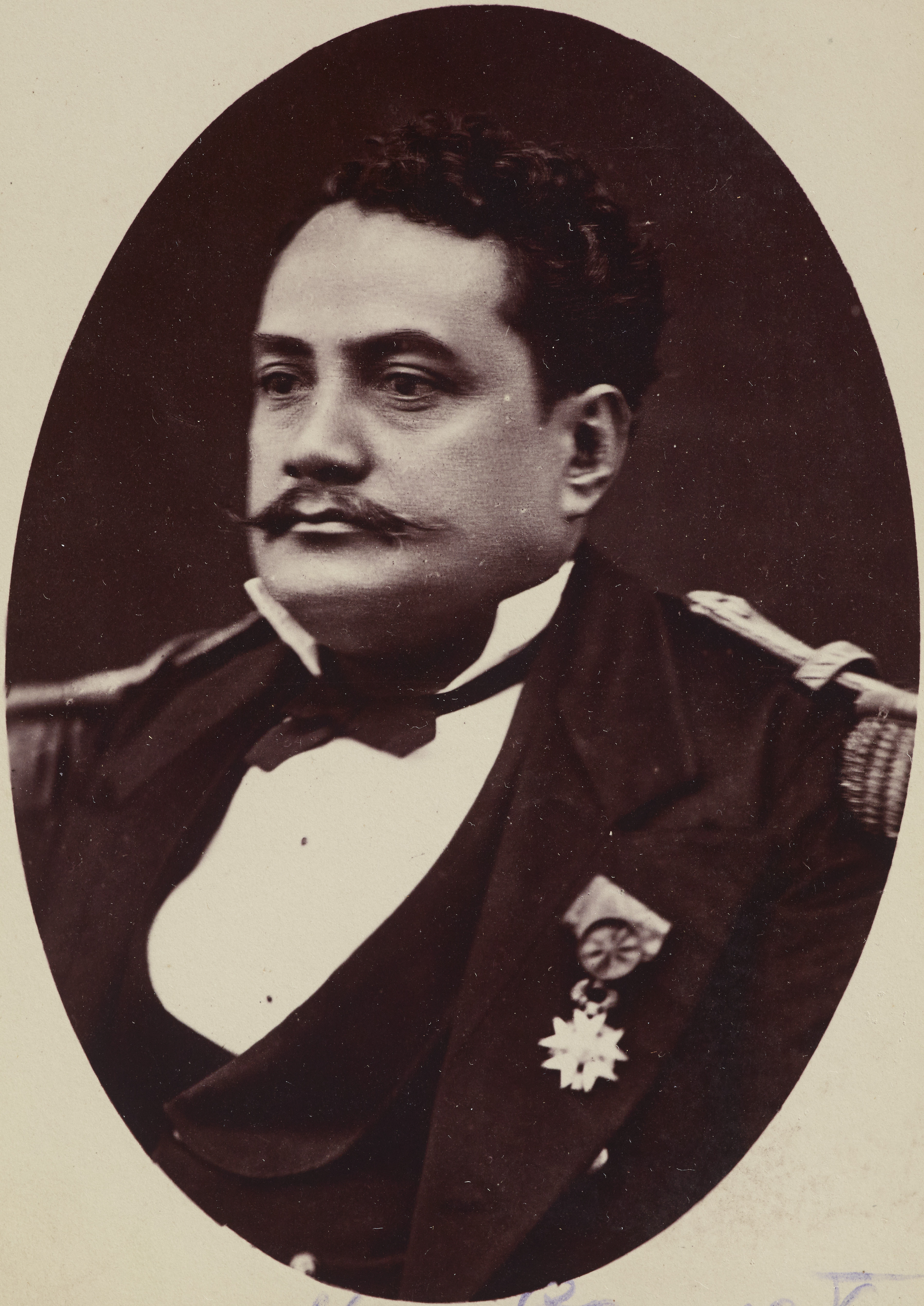
le roi Pōmare V de Tahiti (1839-1891).

Les descendants issus de Pōmare V demeurent des acteurs discrets de la vie polynésienne :
- Son Altesse Royale la princesse Teriinui O Tahiti Te Vahine Taora Te Riro Ma Te Rai Terii Aetua Pōmare (1879-1961), fille de Pōmare V, première femme polynésienne décorée de la Légion d'honneur ; elle laisse une fille pour lui succéder, Geneviève Pōmare, qui est adoptée par celle-ci et arrière-petite-fille de Tamatoa V roi de Raiatea et Tahaa, fils de la reine Pōmare IV.[Quoi ?]
- Son Altesse Royale la princesse « Takau » Ariimanihinihi Te-Vahine Airoro Anaa I Te Pori O Mahu Te Pau Arii i Haurai Pōmare (1887-1976), qui traduit et publie les mémoires de sa mère la reine Marautaaroa Ire (née Joanna Marau Taaroa Tepau Salmon (1860-1934))[4] ; elle laisse une fille pour lui succéder, « Monique » Marautaaroa Hinarai Iteupootinitini a Taaroa Tetuanuireiaiteraiarea Pōmare-Vedel, qui épouse en 1936 Pol Le Goaster, puis en 1957 Pierre Daunassans ; Monique Pōmare-Vedel décède en 1999, laissant alors par testament le titre à son dernier fils, Patrick Raanui Daunassans, qui a la charge de perpétuer les traditions ancestrales léguées par la reine Marautaaroa Ire et la princesse Takau Pōmare.
- Son Altesse Royale le prince « Hinoi » Teriihinoiatua Teraimateata Pōmare (1869-1916), grand-chef d'Arue et d'Hitiaa, membre de la Haute-Cour Tahitienne, neveu (car fils de son frère le prince Teri'itua Pōmare) et fils adoptif de Pōmare V qui l'élève jusqu'à sa mort.

### Branche issue de Tamatoa V de Raiatea et Tahaa

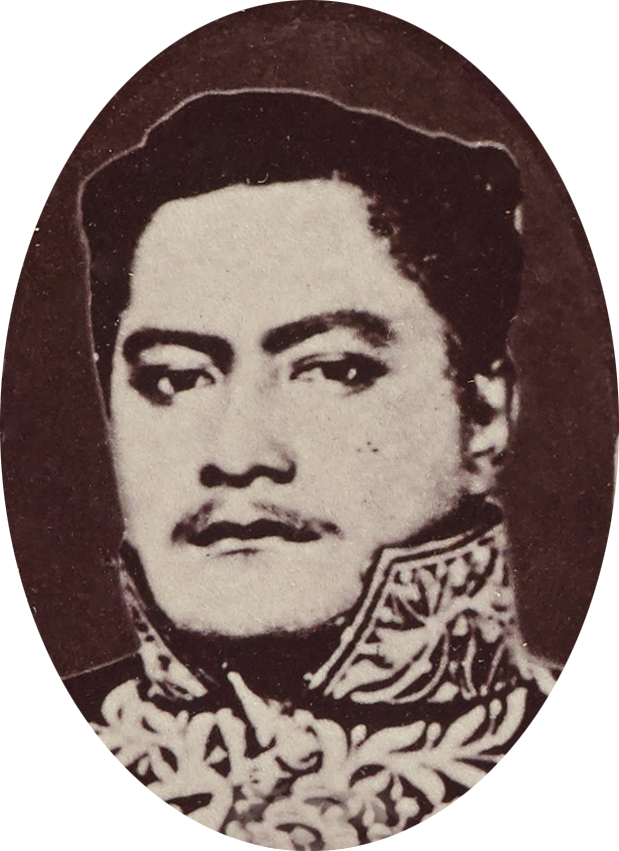
le roi Tamatoa V de Raiatea et Tahaa (1842-1881).

Parmi les descendants issus de Tamatoa V de Raiatea et Tahaa, on trouve :
- la princesse Teriivaetua Tamatoa Pōmare (1869-1918), sa fille, épouse de Norman Teriitua Brander (1864-1930), industriel sucrier ;
- la reine Teariimaevarua III de Bora-Bora (1871-1932), sa fille, qui épouse son cousin germain le prince « Hinoi » Teriihinoiatua Teraimateata Pōmare (1869-1916), fils de Teri'itua Pōmare ;
- la princesse Terii Na Vahoroa Matauira Pōmare (1877-1918), sa fille, qui se marie successivement à Opuhara Salmon (1875-1908) en 1896, puis à Teuraiterai Mote Salmon (1880-1926) en 1910, deux frères issus de la branche de Tati Salmon (1852-1918) de la famille Salmon de Tahiti.

### Branche issue de Teri'itua Pōmare

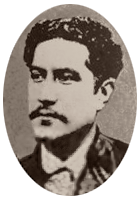
le prince Teri'itua Pōmare, dit prince « Joinville Pōmare » (1847-1875).

Teri'itua Tuavira Pōmare, dit prince « Joinville Pōmare » (et officieusement « Pōmare VI ») (1847-1875), chef de district de Hitiaa, est le sixième des huit enfants de la reine Pōmare IV. Il épouse en 1868 « Itebela Vahinetua » Isabelle Shaw (1850-1918) qui, veuve en 1875, se met en ménage avec son beau-frère Pōmare V.
- « Hinoi » Teriihinoiatua Teraimateata Pōmare, dit « prince Hinoi » (et officieusement « Pōmare VII ») (1869-1916), est le seul enfant de Teri'itua Pōmare et d'Itebela Shaw ; il épouse, en 1897 en 4e noce, Ruta Ahuura Avae (1872-1948), dont il a un fils :
  - Tetuanuitarahoi Moe'aru Patutoa Pōmare (1896-1939), fille aînée du Prince Hinoi et de Katu, épouse le 7 mars 1914 Willie Isaia Cowan (1893-1957), originaire de Rarotonga, avec qui elle a sept enfants : Tuavira, Teriitua, Alexandre, Isabelle, Marianne, Albert et Minona (ci-après) ;
  - Ariipaea Tetupuiariki Temanutuanuu Tinorua Pōmare (officieusement « Pōmare IX ») (1898-1947), 3e enfant du prince Hinoi et seul enfant de Ruta Avae ; il épouse, le 11 octobre 1919, Louise Moearii Vaiahu Haereraaroa (1900-1965), qui lui donne quatorze enfants : Elvina, Denise, De Gironde, Yolande, Roselyne, Maeva, Alfred, Otilla, Louis, Henri, Léopold, Jean-Claude, Marinella et Narcisse (ci-après).

#### Lignée issue de Moe'aru Pōmare
Les sept enfants de Willie Cowan et de Moe'aru Pōmare, fille aînée du prince Hinoi Pōmare, sont : 
- Joinville Tuavira Tamarua Pai Willie Isaia Cowan (1915-1953), fils aîné de Moe'aru, qui a, d'un premier mariage, quatre enfants (Joinville, Sylvia, Mildred et Irma), et d'un second mariage, deux enfants (William et Minona épouse Pukipuki) ;
- Willie Isaia Teriitua Verdun Cowan (1916-1964), 2e enfant de Moe'aru, dont 1 fils, Andy, qui a lui-même un enfant, Ariitu ;
- Tunuieaaiteatua Pōmare Ariitarahoi Alexandre James Sam Cowan, 3e enfant de Moe'aru, dont un fils, Teriihinoiatua-iteraimateata, qui a lui-même deux enfants, Tunuieaaiteatua et Teremoemoe ;
- Isabelle Louisa Tevahineraipoia i Marotetini Cowan (1919-1988), 4e enfant de Moe'aru, épouse Arthur Tirau Deane, sans postérité ;
- Marianne Julienne Philomène Tevahine Ahuura Vaiotaha Cowan, 5e enfant de Moe'aru, épouse Raymond Tutehau Vahiri Terorotua, dont cinq enfants :
- Albert Cowan, 6e enfant de Moe'aru, sans postérité ;
- Minona Tetuanui i Taurere Cowan (1927-2007), 7e enfant de Moe'aru, divorcée de Georges Clément Eugène Opuraino Hérault, dont trois enfants : Pierre, Jean et Othilia ; Pierre Hérault a quatre garçons (Teariihinoi, Manarii, Herearii, Rainui) et adopte Poerani ; Teariihinoi a un enfant (Arona); Manarii a quatre enfants (Raitea, Manatea, Mihitea, Hanitea); Herearii a deux enfants (Hereiti, Herehia); Rainui n'a pas d'enfant. Jean Hérault  a trois filles (Tania, Leilani et Minona) ;Tania a un enfant (Tenuiarii); Leilani a deux enfants (Rahiti, Manohiti); Minona a un enfant (Tommy);  Othilia Hérault a deux filles (Isabelle et Heinui) ; Isabelle a quatre enfants (Vainona, Moearu, Kauali'i, Kirarahau) ; Heinui a deux enfants (Manahere, Arerehau).

#### Lignée issue d'Ariipaea
Les quatorze enfants d'Ariipaea Pōmare, fils cadet du prince Hinoi Pōmare, sont : 
- Marie-Louise Henriette Elvina Hilda Tetuanulraipoiatearataiafaanui Pōmare (1920-1999), épouse Maurice Boucard puis Anthelme Joseph Lucien Buillard ; n'a pas d'enfant biologique, mais adopte Mysco Teiti, sa nièce, fille de Yolande Pōmare) ;
- Lolita Denise Vahinetuanui Pōmare (1919-2004), 2e enfant d'Ariipaea, épouse Henri Opoczynski, dont une fille, Yvannah Pōmare ;
- De Gironde Marcel Ariipaea Teriimaroteaimarotetini Pōmare (officieusement « Pōmare X ») (1923-2009), 3e enfant d'Ariipaea, épouse Noëline Alva Teheiura Johnston, dont six enfants (Claude, Joinville, Wilfred, Andrée, Maud et Charles) ;
- Émilie Yolande Tetuaiterai Pōmare (1924-1974), épouse Pierre Émile Manutararii Teiti (1926-1998), dont quatre enfants (Tinorua, Mysco, Anouk et Mere) ;
- Roselyne Eugénie Moe Pōmare (1925-2001), épouse Louis Alexis Areiiura Ortas, dont deux fils (Gilles et Alexis) ;
- Nora Maeva Pōmare (1927-2015), épouse Sixte Adolphe Munanui Stein (1929-1983), dont six enfants (Léopold, Kalou, Marie-Thérèse, Arsène, Louise et Pamela) ;
- Teriihinoiatua Alfred Pōmare (1928-1952), sans postérité ;
- Otilla Louise Mere Turoa Pōmare (née en 1929), épouse Albert Barry Terahitiarii Aunoa, dont cinq enfants (Alexandre, Françoise, Moe, Donna et Juliana) ;
- Louis Ariiaue Pōmare, 8e enfant d'Ariipaea, épouse Edwige Tetefano Chebret, dont cinq enfants (Marc, Edwige, Purea, Marianne et Louise) ;
- « Henri » Calixte Corneille Teriitaria Terahe Raurii Pōmare (1932-2004), sans postérité
- Léopold Stellio Wilfred Tinirau Pōmare (officieusement « Pōmare XI ») (né en 1935), épouse Michelle Suzanne Larsonneur, dont deux fils (Stellio et Cédric) ;
- Marinella Misco  Ae-vini-ari‘i-fara-hinano-te-upo’o-aura-te-hau-nui-‘o-Tahiti Pōmare-vahine Pōmare (née en 1940), épouse le contre-amiral Roger Bernard Jean Pichevin, dont quatre enfants (Isabelle, Christian, Alain et Hugues) ;
- Jean-Claude Richard Ariioehau Tu Vairaatoa Pōmare (1941-1994), épouse Rosina Vahinetoitua Kainuku, dont cinq enfants (Enka, Karen, Gerven, Charles et Julio) ;
- Narcisse Lovina Teriimaevarua Ruta Pōmare.

### Personnalités actuelles
Dans la famille figurent des acteurs de la vie publique ou médiatique polynésienne, notamment :
- Léopold Stellio Wilfred Tinirau Pōmare (né le 30 décembre 1935 à Papeete) : neuvième enfant d'Ariipaea Pōmare et de Louise Haereraaroa ; il porte le titre de Prince et réside en métropole.
- Yvannah Lolita Tetuanui Marereva Pōmare (née le 19 avril 1950 à Papeete) : petite-fille d'Ariipaea ; elle porte le titre de Princesse. Elle a été candidate aux élections municipales 2008 à Pirae sur la liste d'Edouard Fritch.
- Wilfred Marama Toaifenuaura Joseph Pōmare (né le 3 janvier 1953 à Papeete) : petit-fils d'Ariipaea ; en 2008, il est élu municipal à Pirae sur la liste de Béatrice Vernaudon-Coppenrath, dont il est adjoint au maire.
- Teriihinoiatua Joinville Pōmare (né le 29 avril 1951 à Papeete), frère du précédent ; il est à l'heure actuelle la personnalité la plus en vue de la famille, du fait de son comportement un peu excentrique. Sur le plan généalogique, Joinville Pōmare est le fils de Noëline Alva Teheiura Johnston (1919-2009), dont il a d'abord porté le nom, et, semble-t-il, le fils adoptif de De Gironde Marcel Ariipaea Teriimaroteaimarotetini Pōmare (1923-1981)[5]. Le 28 mai 2009, Joinville Pōmare s'est autoproclamé roi de Tahiti sous le nom de Pōmare XI, ce qui a provoqué des réactions défavorables de la part des autres membres de la famille et de la population polynésienne[6].